# Rotula (planta)
Rotula es un género de plantas con flores perteneciente a la familia Boraginaceae.

## Taxonomía
El género fue descrito por João de Loureiro y publicado en Flora Cochinchinensis 1: 121. 1790.

## Especies
- Rotula aquatica Lour.
- Rotula lycioides (Mart.) I.M.Johnst.
- Rotula pohlii (Kuhlm.) E.F.Guim. & Mautone